# Хюран (окръг, Охайо)
Окръг Хюран (на английски: Huron County) е окръг в щата Охайо, Съединени американски щати. Площта му е 1282 km², а населението - 59 487 души (2000). Административен център е град Норуок.